# Подгурский, Александр Михайлович
Александр Михайлович Подгурский (10 августа 1940, Сросты, Алтайский край — 16 июня 2021) — российский политический деятель. Депутат Государственной Думы третьего созыва (1999—2003).

## Биография
В 1962 году окончил Омский сельскохозяйственный институт. В 1962 году обучался в аспирантуре Сибирского НИИ сельского хозяйства.
В 1962–1969 годах работал в отделе механизации Сибирского НИИ сельского хозяйства. В 1970 — 1974, 1977–1986 годах директор опытного производственного хозяйства «Омское», в 1974–1977 годах заместитель директора Сибирского НИИ сельского хозяйства.
В течение 14 лет (с 1986 по 1999 год)  возглавлял ОАО «Омский бекон». Под его руководством были выполнены важнейшие организационные и технологические мероприятия по совершенствованию производства, создана сеть фирменных магазинов.
Член Омского обкома КПСС (1986 — 1991), депутат Омского областного Совета (1986 — 1990), депутат Законодательного Собрания Омской области (1994 — 1998).
Заслуженный работник сельского хозяйства Российской Федерации (1994), лауреат премии Советских профсоюзов  им. Т. С. Мальцева (1983).

### Депутат Госдумы
В 1999 году был избран депутатом Госдумы по Большереченскому одномандатному избирательному округу № 128, являлся членом группы «Народный депутат».

## Звания и награды
- Лауреат премии Советских профсоюзов  им. Т. С. Мальцева (1983);
- Заслуженный работник сельского хозяйства Российской Федерации (1994);
- Медаль С. И. Манякина (27 июля 2017)[4].